# Miguel Ángel Acebo Gallego
Miguel Ángel Acebo (Almería, Andalucía, 1984) es un pianista español.

## Biografía
Comenzó sus estudios musicales en el Conservatorio de música de Almería, con Leopoldo Pérez Torrecillas. Después estudia en la Academia Pianística Internacional de Ímola, Italia, con Leonid Margarius y amplía su formación en el Real Conservatorio de Bruselas, Bélgica, con Jena-Claude Van den Eynden. Termina dichos estudios con “Grande Distinction” y recibe el “Prix du Patrimonie Gerofi-Baschwitz”. Ha recibido consejos de Alicia de Larrocha, Paul Badura-Skoda o Eiji Oue.
Desde que diera su primer concierto en Granada en 2002 ha dado recitales por España, interpretando a autores como Beethoven, Montsalvatge, Blancaflor, Manuel de Falla, Robert Schumann o Prokófiev.
Ha colaborado como solista con la Orquesta Nacional Clásica de Andorra, con Marzio Conti, y la Orquesta Ciudad de Almería, con Michael Thomas. Forma parte del jurado del concurso internacional de piano "Ciudad de Sevilla".

### Premios
- Primer premio en el Excellentia International Piano Competition de Linkebeek (Bélgica).[1]
- Primer premio del FIP Guadalquivir, en 2016.
- Segundo premio en el Concorso Internazionale Andrea Baldi de Bolonia (Italia).
- Segundo premio en el Concurso Ciudad de El Ejido (Almería, España).[1]
- Segundo premio en el Concurso Internacional de Alicante (España).